# シュテファン (プファルツ＝ジンメルン＝ツヴァイブリュッケン公)
シュテファン（Stefan, 1385年6月23日 - 1459年2月14日）は、プファルツ＝ジンメルン＝ツヴァイブリュッケン公。プファルツ選帝侯兼ローマ王ループレヒトとニュルンベルク城伯フリードリヒ5世の娘エリーザベトの四男。プファルツ＝ジンメルン家の祖。プファルツ選帝侯ルートヴィヒ3世、プファルツ＝ノイマルクト公ヨハンの弟、プファルツ＝モスバッハ公オットー1世の兄。

## 生涯
1410年、父の遺領を3人の兄弟と分割、ツヴァイブリュッケン公領を獲得した。同年にフェルデンツ伯フリードリヒ3世の娘アンナ・フォン・フェルデンツと結婚、1439年に彼女と死別、1444年にフリードリヒ3世が亡くなるとフェルデンツ伯領及びシュポンハイムを相続した。同年、シュポンハイムは長男フリードリヒに、フェルデンツは四男ルートヴィヒに譲った。1448年に甥であるカルマル同盟（北欧三国）の君主クリストファ・ア・バイエルンが没した際、遺領のノイマルクト公領を弟のオットーと分け合った。
1459年に死去、ジンメルンはフリードリヒが、ツヴァイブリュッケンはルートヴィヒがそれぞれ相続した。
後に長兄ルートヴィヒ3世の家系が断絶すると、フリードリヒの子孫、次いでルートヴィヒの子孫がプファルツ選帝侯位を継承した。また、ルートヴィヒの子孫からはスウェーデン王家（プファルツ朝）、バイエルン王家が出ている。

## 子女
- アンナ（1413年 - 1455年） - フィンツェンツ・フォン・メールス・ウント・ザールヴァーデンと結婚。
- マルガレーテ（1416年 - 1426年）
- フリードリヒ1世（1417年 - 1480年） - プファルツ＝ジンメルン公
- ループレヒト（1420年 - 1478年） - シュトラスブルク司教
- シュテファン（1421年 - 1485年）
- ルートヴィヒ1世（1424年 - 1489年） - プファルツ＝ツヴァイブリュッケン公
- ヨハン（1429年 - 1475年） - ミュンスター司教、マクデブルク大司教